# Morrison Bluff
Morrison Bluff – miasto w Stanach Zjednoczonych, w stanie Arkansas, w hrabstwie Logan.